# Straßenbahn Solingen
Die Straßenbahn Solingen war das Straßenbahnsystem der Stadt Solingen; das lokale Liniennetz existierte bis 1959.
Vor der Städtevereinigung der Stadt Solingen 1929 mit ihren Nachbargemeinden Gräfrath, Höhscheid, Ohligs und Wald gab es zwei separate Straßenbahnsysteme auf dem Gebiet der heutigen Großstadt Solingen. Auf dem Gebiet von Alt-Solingen und Höhscheid wurde von 1897 bis 1929 die Solinger Stadtbahn betrieben, auf dem Gebiet des übrigen Kreises Solingen von 1898 bis 1929 die Solinger Kreisbahn.:7 Beide Systeme wurden zu den Städtischen Straßenbahnen Solingen vereinigt, die 1958 als Verkehrsbetrieb in die Stadtwerke Solingen integriert wurden.:4
Ab 1952 wurde das Straßenbahnnetz sukzessive durch den Oberleitungsbus Solingen ersetzt.

## Geschichte

### Solinger Stadtbahn
Die meterspurige Solinger Stadtbahn wurde am 30. Dezember 1896 durch die Union-Elektricitäts-Gesellschaft (UEG) aus Berlin gegründet. Sie bekam dabei eine zeitlich unbegrenzte Konzession für den Bau und Betrieb einer Straßenbahn in Alt-Solingen und Höhscheid. Die erste Strecke von Stöckerberg über Schlagbaum, Mühlenplätzchen und die Kölner Straße zum Südbahnhof wurde am 2. Juni 1897 in Betrieb genommen und war drei Kilometer lang. Ihr folgte am selben Tag die Strecke von Neumarkt über die Kaiserstraße, die Schützenstraße und die Burger Straße zur Krahenhöhe mit 2,4 Kilometern Länge. Schließlich wurde am 2. April 1898 die Strecke vom Südbahnhof über die Grünewalder Straße nach Höhscheid mit zwei Kilometern Länge eröffnet. Die dritte Strecke hatte allerdings keinen Anschluss an die Erste, da die Preußische Staatseisenbahnen die Querung der Bahnstrecke nicht erlaubte. Dies führte dazu, dass Fahrgäste zu Fuß die Eisenbahngleise überqueren mussten. Nachdem am 19. Oktober 1910 der neue Hauptbahnhof in Solingen eingeweiht wurde, konnten die Streckenteile, die vorher am Südbahnhof getrennt waren, vereinigt und durchgehend befahren werden.:14
| Eröffnung  | Streckenverlauf          | Länge   |
| 02.06.1897 | Stöckerberg – Südbahnhof | 3,02 km |
| 02.06.1897 | Neumarkt – Krahenhöhe    | 2,44 km |
| 02.04.1898 | Südbahnhof – Höhscheid   | 1,96 km |

Am 1. Januar 1903 wurde die Bahn von der Solinger Kleinbahn AG übernommen. Diese am 13. Februar 1900 gegründete Gesellschaft befand sich im Eigentum der UEG und der Gesellschaft für elektrische Unternehmungen. Zum 16. August 1913 wechselte die Bahn abermals ihren Besitzer. Von nun an gehörte sie der RWE, die sich verpflichtet hatte, etliche Strecken in und um Solingen neu zu bauen. Am 4. August 1914 wurde am Mühlenplätzchen ein Anschluss zur Barmer Bergbahn hergestellt.
Während des durch den Ersten Weltkrieg bedingten Personalmangels konnte der Betrieb nicht mehr reibungslos durchgeführt werden, so dass es zu Streckeneinstellungen kam. Erst ab 1919 konnte man wieder den normalen Betrieb durchführen. Am 20. Dezember dieses Jahres wurde von der Stadt auch der Vertrag mit der RWE gekündigt. Da die Strecken herabgewirtschaftet waren, übernahm die Stadt Solingen von da an den Betrieb selbst. Am 1. April 1922 wurde die Strecke Krahenhöhe–Burg der Wermelskirchen-Burger Eisenbahn übernommen. Am 2. Dezember 1926 wurde die schon von der RWE geplante Strecke von der Brühler Straße nach Widdert in Betrieb genommen. Am 23. Juni 1929 folgte schließlich eine Strecke nach Hästen, die den südlichen Teil des Solinger Stadtgebiets rund um die neu errichtete SBV-Siedlung Böckerhof an das Netz anbinden sollte.:11f.
| Eröffnung  | Streckenverlauf                          | Länge   | Bemerkungen                                       |
| 01.04.1922 | Krahenhöhe – Burg                        | 5,43 km | Übernahme von der Wermelskirchen-Burger Eisenbahn |
| 02.12.1926 | Solingen – Widdert                       | 4,58 km |                                                   |
| 23.06.1929 | Katternberger Straße – Neumarkt – Hästen | 3,59 km |                                                   |

### Solinger Kreisbahn

Straßenbahn der Solinger Kreisbahn in Merscheid unterwegs in Richtung Solingen, ca. 1927

Straßenbahn der Solinger Kreisbahn in Merscheid unterwegs Richtung Ohligs, ca. 1927

Parallel zur Stadtbahn wurde von der UEG am 6. bzw. 8. Februar 1898 mit den Gemeinden Gräfrath, Solingen, Ohligs, Vohwinkel und Wald ein Vertrag über den Bau einer meterspurigen Straßenbahn geschlossen. Am 19. November 1898 wurden die Strecken von Schlagbaum über Merscheid nach Ohligs und von Schlagbaum nach Wald in Betrieb genommen. Am 13. Januar 1899 folgten die Abschnitte von Ohligs nach Wald und von Gräfrath nach Vohwinkel.:14
| Eröffnung  | Streckenverlauf                 | Länge   |
| 19.11.1898 | Schlagbaum – Merscheid – Ohligs | 8,12 km |
| 19.11.1898 | Schlagbaum – Wald               | 8,12 km |
| 13.01.1899 | Wald – Ohligs                   | 8,12 km |
| 19.11.1898 | Central – Gräfrath              | 4,76 km |
| 13.01.1899 | Gräfrath – Vohwinkel            | 4,76 km |

Die UEG gründete am 13. Februar 1900 die Solinger Kreisbahn AG, die offiziell die Strecken am 1. Januar 1902 übernahm. Die Kreisbahn selbst unternahm keine weiteren Streckenverlängerungen. Dafür übernahm sie 1905 die Strecken der Straßenbahn Elberfeld–Cronenberg–Remscheid und pachtete ab dem 12. Juli 1908 die Strecke Stadttheater – Ostersbaum von der Straßenbahn der Stadt Elberfeld. Die Strecke der Straßenbahn Elberfeld–Cronenberg–Remscheid wurde zum 1. Januar 1909 an die Barmer Bergbahn AG weiterverkauft. Am 16. August 1913 wechselte die Bahn zusammen mit der Stadtbahn in die Hände der RWE. Der von der RWE geplante normalspurige Ausbau fand aufgrund von Differenzen bezüglich der konkreten Linienführung und durch den Ausbruch des Ersten Weltkrieges nicht statt. Der schon begonnene Ausbau ist heute noch anhand des Frankfurter Damms sichtbar, der dem Verlauf des damals schon gebauten Abschnittes entspricht.
Der Erste Weltkrieg führte auch hier zu Betriebseinstellungen. Solingen wurde im Zuge der alliierten Rheinlandbesetzung der unter britischer Verwaltung stehenden Besatzungszone rund um Köln zugeschlagen, während die damals noch selbständigen Nachbargemeinden Vohwinkel und Cronenberg unbesetzt blieben. So konnte der am 16. Dezember 1918 eingestellte Betrieb erst wieder aufgenommen werden, nachdem die Grenzpolizei an der Kluse und der Kohlfurther Brücke Posten bezogen hatte.
Zum 1. Januar 1920 wurde die Bahn, nachdem der Aufsichtsratsvorsitzende der RWE Hugo Stinnes seinen Widerstand aufgegeben hatte, Eigentum der Gemeinden des Landkreises Solingen.

### Städtische Straßenbahnen Solingen

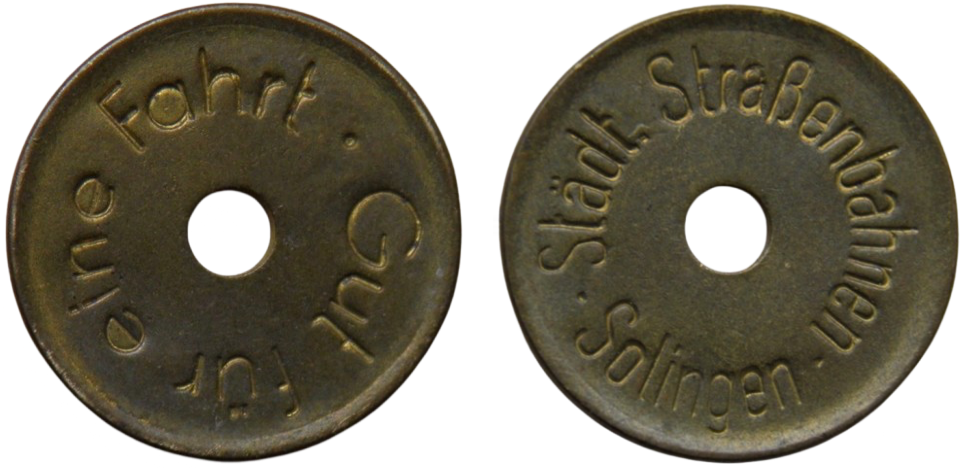
Als Lochmünze ausgeführte Solinger Straßenbahnmünze

Nachdem Städtezusammenschluss von Gräfrath, Ohligs, Höhscheid und Wald mit Solingen im August 1929 wurden am 1. November 1929 die Betriebe von Stadtbahn und Kreisbahn zu den Städtischen Straßenbahnen Solingen verschmolzen und neue Linien gebildet. Das Unternehmen bediente so Ende 1929 insgesamt fünf Linien.
Am 25. Januar 1931 wurde ein Tunnel im Innenstadtbereich unter dem Güterbahnhof in Betrieb genommen. Am 29. April 1932 hatte die Stadt Wuppertal, in der die Gemeinde Vohwinkel aufgegangen war, der Auflösung der Kreisbahn nachträglich zugestimmt. Somit wurde die Städtischen Straßenbahnen Solingen GmbH erst zu diesem Zeitpunkt in das Handelsregister eingetragen. Auf Anordnung der Geschäftsführung wurde die GmbH jedoch schon am 30. November 1933 zu einem Eigenbetrieb der Stadt Solingen. Nach einigen Umbauten im Liniennetz betrug seine Länge am Ende des Jahres 1936 ungefähr 38,7 Kilometer.
Zu Beginn des Zweiten Weltkrieges wurde die Strecke zwischen Schlagbaum und Stöckerberg eingestellt. Am 9. September trat dann der Kriegsfahrplan in Kraft, der nur noch Fahrten für den Berufsverkehr vorsah. Auf Anordnung des Innenministers wurde auch die Gleisanlage auf der Wupperbrücke in Burg wieder in Betrieb genommen, weil eine Verbindung zwischen Wuppertal und Solingen als kriegswichtig erachtet wurde. 1943 wurden bei einem Bombenangriff Teile des Remscheider Netzes beschädigt, so dass zwischen dem 11. August und dem 3. Oktober die Verbindung zwischen Burg und Remscheid-Krankenhaus der Stadtwerke Remscheid von den Bahnen aus Solingen übernommen werden musste. In je einem Luftangriff wurden am 4. zum 5. November 1944 weite Teile der Solinger Altstadt zerstört. Dem Angriff fiel auch der Wagenpark der Straßenbahn fast vollständig zum Opfer. Am 16. Februar 1945 wurde der Betrieb wegen der sich nähernden Front eingestellt. Am 17. April wurde die Stadt von US-amerikanischen Truppen besetzt.:17
Der grobe Wiederaufbau war am 16. Dezember 1946 vollzogen und das Liniennetz mit sechs Linien in Betrieb. Neben dem Personenverkehr kam in den Nachkriegsjahren auch der Gütertransport hinzu. So wurde beispielsweise von den Stadtwerken Kohle von Bochum nach Solingen transportiert.

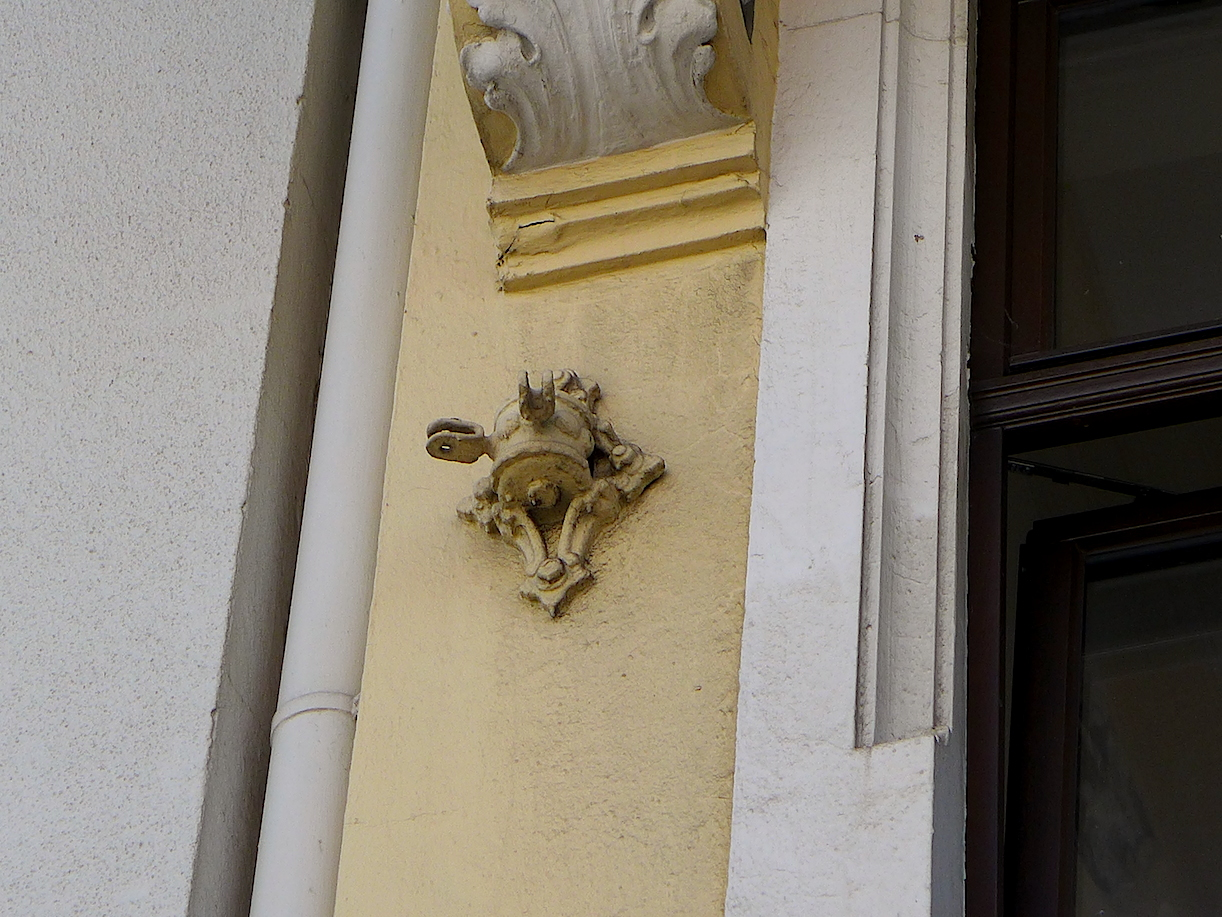
Relikt des Straßenbahnverkehrs: eine Oberleitungsrosette an einem Haus an der Düsseldorfer Straße in Ohligs

Zu Beginn der 1950er begann die langsame Umstellung des Straßenbahnbetriebes zugunsten der Installation eines Oberleitungsbus-Betriebes. Der Hauptgrund dafür war das nur eingleisige Schienennetz, das dem wachsenden Verkehrsaufkommen in Solingen nicht mehr standhielt. Da die engen Straßen in Solingen keinen zweigleisigen Ausbau zuließen, musste auf ein anderes Verkehrsmittel umgestiegen werden. Am 12. Juni 1952 wurde die erste und am 16. November 1959 um 10 Uhr die letzte Straßenbahnlinie der Stadtwerke in Solingen eingestellt. Die letzte Fahrt einer Straßenbahn auf dem Stadtgebiet von Solingen fand am 3. Mai 1969 statt, als die Stadtwerke Wuppertal die letzte Fahrt auf der Strecke von Cronenberg nach Solingen durchführten.:23ff.

### Andere Straßenbahnbetriebe im Stadtgebiet

#### Ronsdorf-Müngstener Eisenbahn
Von 1906 bis 1908 wurde die Trasse der Ronsdorf-Müngstener Eisenbahn für den Personenverkehr über den damaligen Endpunkt Müngsten über die Wupperbrücke Grunenburg hoch nach Krahenhöhe verlängert und als Straßenbahnlinie 9 betrieben. Wirtschaftlich rentierte sich die Strecke zu keinem Zeitpunkt. Nach Abschaltung des Elektrizitätswerks fand nur noch sporadischer Personenverkehr und kaum noch Güterverkehr statt. Schon während des Ersten Weltkriegs wurde dieser Abschnitt stillgelegt (17. Januar 1917) und der Fahrdraht teilweise demontiert.

#### Barmer Bergbahn AG
Am 1. April 1912 begann die Barmer Bergbahn mit dem Bau einer Strecke von Cronenberg nach Solingen. Die am 4. August 1914 in Betrieb genommene Strecke war 7,3 Kilometer lang und besaß einen 188 Meter langen Tunnel, den heute stillgelegten Stöckerberg-Tunnel. Um die Strecke an einer weiteren Stelle mit dem restlichen Netz zu verbinden, wurde der von der Bergischen Kleinbahn AG gebaute, aber nicht in Betrieb genommene Gleisabschnitt zwischen Gelpetal und Friedenshain gepachtet. Sie wurde später von den Wuppertaler Stadtwerken als Straßenbahnlinie 5 betrieben und erst 1969 eingestellt.

#### Bahnen des Rhein-Wupper-Kreises
Die Bahnen im unteren Kreis Solingen (später Bahnen des Rhein-Wupper-Kreises) betrieben zwei meterspurige Straßenbahnstrecken auf heutigem Solinger Stadtgebiet. Im Jahr 1911 wurde eine Strecke von Opladen über Immigrath und Landwehr nach Ohligs eingeweiht, 1913 folgte eine weitere Strecke von Landwehr nach Höhscheid. Die Strecken wurden 1954 bzw. 1955 stillgelegt.

## Liniennetz
Das Liniennetz der Solinger Straßenbahn umfasste nach der Wiederaufnahme des Betriebs nach dem Zweiten Weltkrieg im Dezember 1946 die folgenden sechs Linien::19
| Linie | Streckenverlauf |
| ----- | --- |
| 1     | Neumarkt – Schlagbaum – Mangenberg – Merscheid – Ohligs Rathaus – Ohligs Bahnhof                                                                |
| 2     | Höhscheid – Hauptbahnhof – Neumarkt – Mühlenplatz – Schlagbaum – Central – Wald – Weyer – Ohligs Bahnhof                                        |
| 3     | Vohwinkel – Gräfrath – Central – Schlagbaum – Mühlenplatz – Neumarkt – Entenpfuhl – Werwolf – Krahenhöhe – Jagenberg – Burgerhöhe – Burg Brücke |
| 4     | Neumarkt – Entenpfuhl – Irlen – Brühl – Bünkenberg – Widdert                                                                                    |
| 5     | Höhscheid – Hauptbahnhof – Neumarkt – Werwolf – Krahenhöhe – Jagenberg – Burgerhöhe – Burg Brücke                                               |
| 6     | Neumarkt – Entenpfuhl – Werwolf – Bülowplatz – Hästen                                                                                           |

## Fahrzeuge

### Straßenbahnwagen
Zum Zeitpunkt der Zerstörung der Solinger Altstadt im November 1944 verfügte Solinger Straßenbahn insgesamt über 101 Straßenbahnwagen, davon 59 Triebwagen und 42 Beiwagen. Von diesen blieben aufgrund der Schäden durch die Luftangriffe lediglich 31 erhalten, davon 17 Triebwagen und 14 Beiwagen. Die restlichen Fahrzeuge, die in der Wagenhalle an der Kuller Straße, stationiert waren, wurden vernichtet.:17 Sechs moderne Triebwagen wurden nach der Einstellung des Betriebes an die Herkulesbahn in Kassel abgegeben.

### Arbeitswagen
Einer der letzten neu angeschafften Arbeitswagen war der ATw 41, ein 1952 von der Schörling Waggonbau hergestellter Schleifwagen, der zuletzt bei der Mülheimer VerkehrsGesellschaft im Einsatz war und dort 2009 außer Dienst gestellt wurde. Der Wagen ist heute noch betriebsfähig und im Einsatz beim Bergischen Straßenbahnmuseum in Wuppertal-Kohlfurth.